# 天山スキー場
天山スキー場（てんざんスキーじょう）は、佐賀県佐賀市富士町にかつて存在した人工スキー場。

## 概要
富士町市川の天山（標高1,046メートル(m)）の北西斜面、標高910 - 720 mに位置する。コースは長さ1,000 mと600 mの2本を有し、その幅は30 - 50 m、斜度平均13度・最大22度だった。敷地面積は18 ha。リフト2本、人工降雪用のスノーガン40基（オープン初期）を有した。佐賀県唯一のスキー場で、スキー場としては福岡都市圏から近いことも特徴だった。
1,600台収容の駐車場、640人収容可能のセンターハウス、レンタルスキー用具1,000組（オープン初期）を有し、全天候型テニスコートと遊泳プールも併設した。夏にはグラススキー場として営業した。

## 歴史
1989年（平成元年）12月28日、九州初の本格的人工スキー場としてオープンした。当初は20 - 30センチメートル(cm)の積雪があったが、地球温暖化に伴い積雪量が減少していった。
スキー場となる前には、近隣の天山七合目付近に設けられた天山発電所の上池、天山ダムの建設に伴い発生した土砂の置き場所となっていた。この場所は富士町（当時）と市川地区の所有となっていて、町は土地活用を検討、1985年に人工スキー場を誘致する案を表明した。
町の誘致に応じたのは、1984年にスキー場経営に進出していた鉄鋼ビルディングの関連会社、「株式会社野辺山ハイランド」であった。子会社「天山ハイランドビレッジ」を設立し、当スキー場の開設と経営にあたった。
人出の減少する夏場に客を呼び込むため、2004年には標高720 mの場所に富良野市産のラベンダーを植えたラベンダー園が設けられた。後には経営改善策として、ドリフト走行の愛好家向けに駐車場を貸し出す営業なども行った。
2008年3月4日には、初心者用ゲレンデのテント幕屋根が雪の重みで崩落する事故が発生している。2001年の設置当初、建築基準法上の建築物に該当しない、取り外しできる一時的な構造物と判断されていた。
運営会社は1998年に「天山ハイランドサガ」に移行、後に「天山リゾート」と改称している。
例年、11月の土曜日にオープンし、3月後半までを営業シーズンとしていた。
2019年シーズンは、人手不足を理由に開業以来初めてナイター営業を中止した。その後、2020年・2021年シーズンと続けて暖冬による雪不足や新型コロナウイルスによる活動自粛などの影響を理由に営業を休止。雪不足に加え、新型コロナウイルスの影響で収益の柱だった修学旅行など団体客の受け入れが困難な状況が続き、運営会社が経営難となっていて事業継続が難しくなった状況が報道された。
2022年（令和4年）1月6日をもって「天山リゾート」は廃業した。
当スキー場の廃止により、九州のスキー場は九重森林公園スキー場と五ヶ瀬ハイランドスキー場の2つとなった。

## アクセス
- 長崎自動車道佐賀大和インターチェンジまたは多久インターチェンジから20キロメートル(km)[12]
- 国道263号の三瀬トンネルから22 km[12]

## CMイメージキャラクター
- Pinky Sky（佐賀県佐賀市のローカルアイドル・デュオ）（2015年）